# Kościół Wniebowzięcia Najświętszej Maryi Panny w Chocianowie
Kościół Wniebowzięcia Najświętszej Maryi Panny – rzymskokatolicki kościół parafialny należący do dekanatu Chocianów diecezji legnickiej.
Jest to budowla wzniesiona w 1866 roku, wyremontowana po II wojnie światowej. Od 1951 roku świątynią opiekują się księża Salezjanie. Kościół charakteryzuje się wysuniętym frontonem i sygnaturą z blaszanym dachem hełmowym. Elewacja świątyni jest dwubarwna i posiada podziały architektoniczne, wnętrze nakrywa strop z facjatą w nawie, przy elewacji frontowej jest umieszczona empora, prezbiterium jest zamknięte wielobocznie. Wystrój wnętrza kościoła reprezentuje styl neogotycki, należą do niego m.in. trzy ołtarze, ambona, prospekt organowy, stacje Drogi Krzyżowej, witraże. Świątynia objęta jest ochroną konserwatorską i jest wpisana do wojewódzkiej ewidencji zabytków. Parafia katolicka w Chocianowie została utworzona w dniu 22 maja 1866 roku, wydzielono ją z parafii w Sobinie.